# Jacques Charles Dupont de l'Eure
Pour les articles homonymes, voir Dupont ou Dupond.
Jacques Charles Dupont dit Dupont de l'Eure est un homme d'État français né le 27 février 1767 au Neubourg et mort le 2 mars 1855 à Rouge-Perriers. Figure de la République, il fut le témoin et l'acteur de trois révolutions : 1789, 1830 et 1848.

## Biographie
Issu d'une famille de petite bourgeoisie, fils de Pierre-Nicolas Dupont, marchand de bestiaux au Neubourg, et de Marthe Anson, Jacques Dupont étudie le droit sous la direction du célèbre avocat Férey, ami de ses parents, et est reçu en 1789 avocat au parlement de Normandie.

### Une belle carrière judiciaire sous la Révolution et l'Empire
Après la création du département de l'Eure le 4 mars 1790, il se fait appeler Dupont de l'Eure pour se distinguer de Dupont de Nemours, et entame une carrière judiciaire et politique : le jour anniversaire de ses 25 ans, ses concitoyens l'élisent officier municipal du Neubourg (27 février 1792). Administrateur du district de Louviers (20 novembre 1793 - 30 brumaire an II), juge au tribunal civil de cette ville (17 janvier 1794 - 28 nivôse an II), il est nommé en l'an V substitut du commissaire du Directoire exécutif près le tribunal de l'Eure puis, en l'an VI, accusateur public au tribunal criminel de l'Eure.
Le 14 avril 1798 (25 germinal an VI), il est élu député de l'Eure au Conseil des Cinq-Cents. Il ne joue dans cette assemblée qu'un rôle effacé, se montre favorable au coup d'État du 18 Brumaire et est nommé, sous le Consulat, conseiller au tribunal d'appel de Rouen puis, peu après, président du tribunal criminel de l'Eure et chevalier de la Légion d'honneur le 14 juin 1804 (25 prairial an XII). Il montre dans ses fonctions de magistrat une courageuse indépendance vis-à-vis des exigences du gouvernement impérial, notamment dans le procès intenté à une famille noble qu'on voulait impliquer dans la chouannerie et qu'il innocente (11 mars 1809).
Malgré cette indépendance, Napoléon Ier le crée chevalier de l'Empire (26 avril 1810) et, lors de la réorganisation des tribunaux, le nomme conseiller à la cour impériale de Rouen (1811), puis président de chambre à cette même cour (1812).
Deux fois élu candidat au Corps législatif par le collège départemental de l'Eure, il n'y est admis par le suffrage du Sénat conservateur que le 6 janvier 1813.

### Un opposant actif à la Restauration

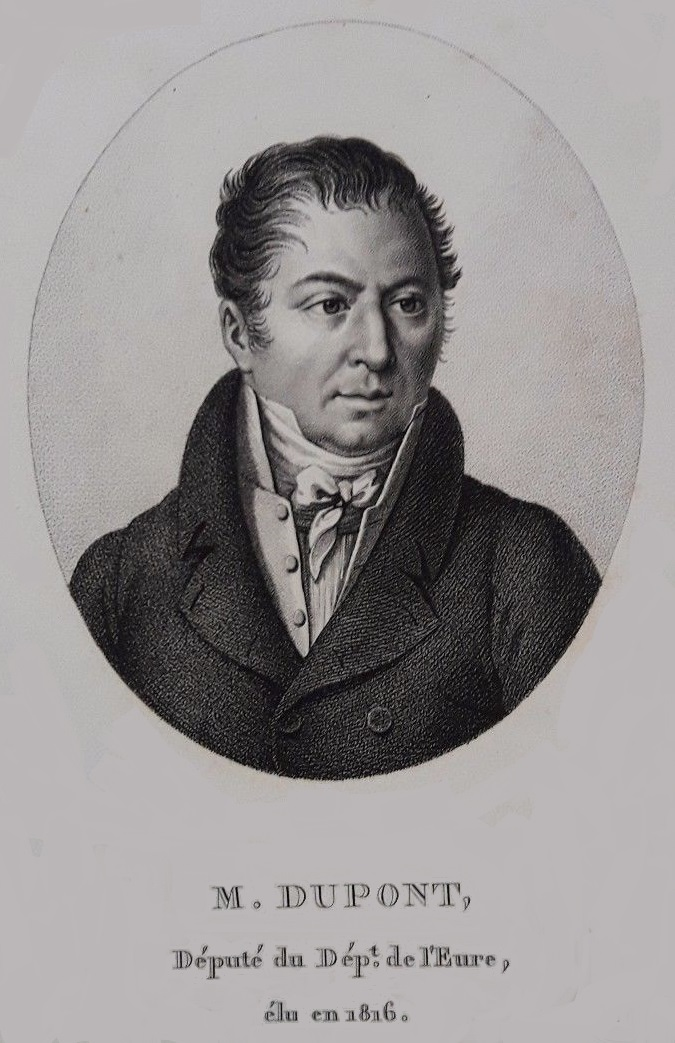
Dupont, député de l'Eure élu en 1816.

Lors de la Première Restauration, vice-président de la chambre, il fait substituer aux formules de serment plus ou moins féodales de l'Ancien Régime le serment de « fidélité au roi et à la Charte ».
Sous les Cent-Jours, il est élu représentant le 9 mai 1815 par le collège de département de l'Eure. Il est élu second vice-président de la chambre et se met à la tête de ceux qui s'opposent à un retour possible de Napoléon Ier à l'absolutisme. Après Waterloo, il fait insérer dans la déclaration du 4 juillet 1815 que « la France ne reconnaîtra d'autre gouvernement que celui qui lui garantira, par des institutions librement consenties, l'égalité devant la loi, la liberté individuelle, la liberté de la presse et des cultes, le jury,, l'inviolabilité des domaines nationaux, et tous les grands résultats de la Révolution ». Le lendemain, il demande qu'une députation de la Chambre aille porter cette déclaration aux souverains alliés. La motion est adoptée et il est désigné pour faire partie de cette délégation, à qui les événements ne permettent cependant pas d'accomplir sa mission.
Cette attitude ne l'empêche pas d'être élu député dans la « Chambre introuvable » de 1815. Après la dissolution de celle-ci, il se porte candidat dans l'Eure, mais le gouvernement le fait exclure du conseil général de ce département. Le collège de département ne peut se constituer en nombre suffisant, et il n'est élu député de l'Eure que l'année suivante (20 septembre 1817). Il prend place dans l'opposition constitutionnelle, dénonce l'arbitraire des ministres, défend la cause des membres de la Légion d'honneur, réclame une rigoureuse économie dans les finances, demande la réduction des gros traitements, à commencer par ceux des membres du gouvernement, soutient la loi sur le recrutement, réclame le jugement par jury des délits de presse, proteste contre l'inégalité de solde entre les Suisses de la garde du roi et le reste de l'armée, et combat la motion Barthélemy de modification de la loi électorale.
En 1818, le ministère omet son nom dans les nouveaux cadres de la magistrature, ce qui revient à le destituer de ses fonctions de président de chambre à la cour royale de Rouen. Béranger le venge de cette mesure par sa chanson Le Trembleur. Pour lui permettre de payer le cens d'éligibilité, ses compatriotes organisent une souscription grâce à laquelle ils lui offrent en 1824 le domaine du Hom, près de Beaumont-le-Roger (Eure).
Pendant la session de 1820, Dupont de l'Eure participe à la discussion des modifications à apporter à l'article 361 du code d'instruction criminelle sur le jury et combat énergiquement le projet de loi relatif à la censure des journaux. Il est constamment député sous la Restauration : le 4 novembre 1820 dans le 2e arrondissement électoral de l'Eure (Pont-Audemer). Perdant son siège le 25 février 1824 au profit de M. Chrestien de Fumechon le 25 février 1824, il est élu le 2 août suivant dans le 1er arrondissement de Paris, en remplacement du général Foy qui avait opté pour Vervins ; le 17 novembre 1827 dans le 1er arrondissement de Paris et, le même jour, dans l'Eure, dans le 2e arrondissement (Pont-Audemer) et dans le 3e arrondissement (Bernay).
Durant ces différentes législatures, Dupont de l'Eure est constamment aux premiers rangs de l'opposition libérale. Il signe l'adresse des 221 contre le ministère Polignac.

### Une hostilité grandissante à la monarchie de Juillet

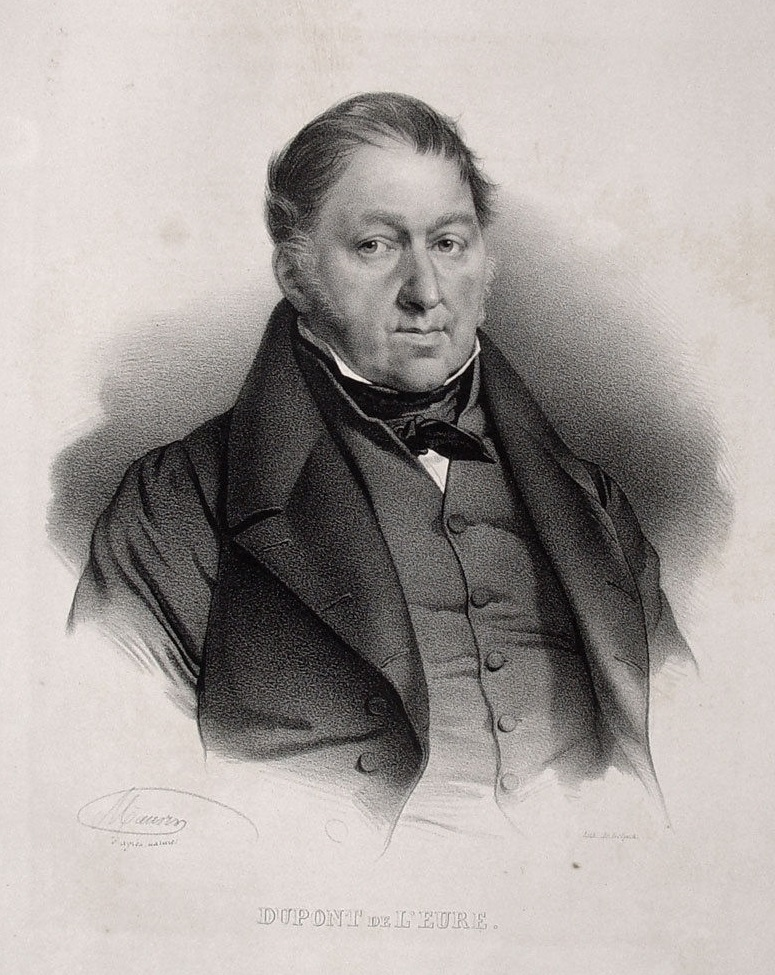
Dupont de l'Eure, lithographie de Nicolas-Eustache Maurin, 1842.

Réélu le 12 juillet 1830 à Bernay, il se trouve à Rouge-Perriers, près du Neubourg, au moment où sont promulguées les ordonnances de Saint-Cloud (26 juillet 1830). Il accourt à Paris et hésite un moment entre la République et la branche cadette, mais il finit par suivre La Fayette, qui veut bien reconnaître dans la monarchie de Juillet « la meilleure des républiques », et le banquier libéral Jacques Laffitte, qui devient le premier président du Conseil du nouveau règne.
Nommé ministre de la Justice dans le ministère nommé par la commission municipale de Paris le 31 juillet, puis confirmé dans le ministère provisoire du 1er août 1830, Dupont de l'Eure reçoit, en cette qualité, le serment de Louis-Philippe Ier comme roi des Français le 9 août. Il conserve son portefeuille dans le premier ministère du règne de Louis-Philippe Ier, formé le 11 août, puis dans le ministère Laffitte qui lui succède le 2 novembre.
Il ne tarde pas à entrer en conflit avec le roi, qui n'aime guère sa rugosité, son franc-parler et son langage fleuri. Il profite de la retraite forcée de La Fayette, à la fin de l'année 1830, pour démissionner du gouvernement (27 décembre 1830) et entrer, dès lors, dans une opposition à la monarchie parlementaire renforcée par l'avènement du parti de la Résistance en 1831, puis par l'arrivée au pouvoir de Guizot et des doctrinaires en 1840.
Il est réélu le 5 juillet 1831. La mort tragique du jeune François-Charles Dulong, son parent et, dit-on, son fils naturel, le plonge dans une telle douleur qu'il ne paraît plus à la Chambre et démissionne de son mandat de député. Mais les électeurs du 7e collège de l'Eure (Brionne) l'élisent le 21 juin 1834 et Dupont de l'Eure reprend son siège à l'extrême-gauche de la Chambre. Il est réélu le 4 novembre 1837, le 2 mars 1839, le 9 juillet 1842, le 1er août 1846.
En 1847, il prend une part active à la campagne des banquets et préside, le 12 décembre, au Neubourg, un banquet qui fait du bruit.

### Une consécration tardive sous la Deuxième République
« En 1848, ce républicain historique, né deux ans avant Bonaparte, incarne la permanence révolutionnaire au sein d'une IIe République qui va singer la première et honorer en sa personne la mémoire du régime fondateur. [...] La chute du roi des Français couronne sa vieillesse et donne à son personnage un caractère d'icône populaire qui était peu ou prou celui de La Fayette en 1830 », avance Benoît Yvert.

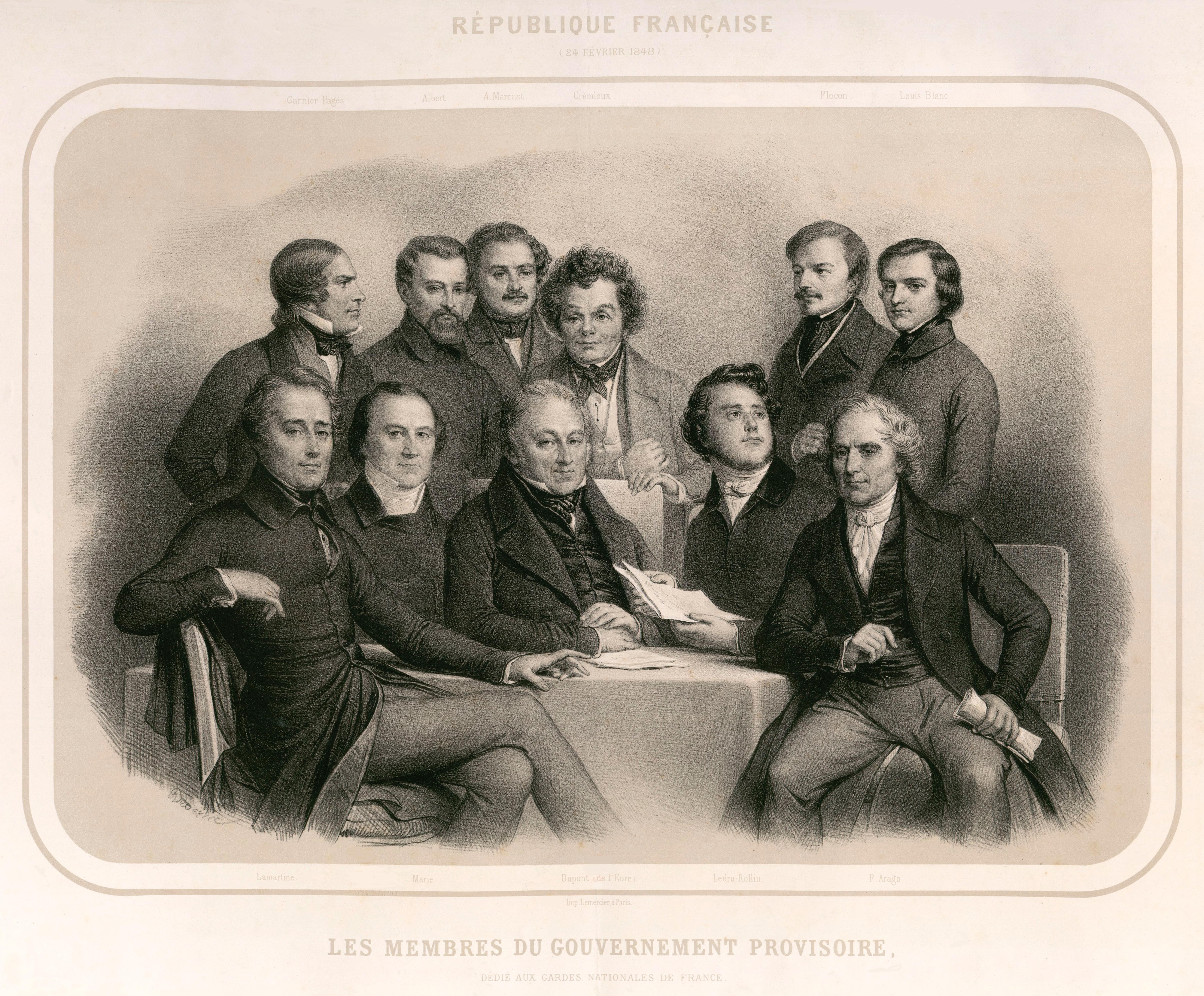
Dupont de l'Eure, doyen des membres du Gouvernement provisoire de 1848.

À la séance de la Chambre du 24 février 1848, après l'envahissement de l'assemblée, Dupont de l'Eure est porté au fauteuil et préside à la proclamation de la Deuxième République. « Vieillard vert d'esprit, droit de sens, inflexible à l'émotion, intrépide de regard », selon Alphonse de Lamartine, il est alors âgé de 81 ans. « À chaque pas », raconte Lamartine, « on était obligé de soulever Dupont de l'Eure pour franchir les cadavres d'hommes et de chevaux, les tronçons d'armes, les plaques de sang qui jonchaient les abords de l'Hôtel de Ville. »
Le même jour, sous la pression populaire, Dupont de l'Eure est nommé membre du gouvernement provisoire, puis président provisoire du Conseil des ministres, devenant le président du gouvernement provisoire. Il est le premier dirigeant de la République française à avoir porté le titre de Président, bien que l'inauguration de la fonction de Président de la République française revienne à Louis-Napoléon Bonaparte. Sa fonction est essentiellement symbolique : il évite à la coalition hétéroclite qui a renversé la monarchie de Juillet d'avoir à s'entendre sur un chef. Sa popularité permet en outre de tenir en respect le peuple de Paris, qui semble pencher beaucoup plus à gauche que la plupart de ses dirigeants : « Son nom et son âge », note Lamartine, l'un des hommes forts du nouveau gouvernement, « servirent puissamment à imprimer la décence à la multitude. La vénération qu'on avait pour ce vieillard rejaillit sur le gouvernement et contribua beaucoup à le faire accepter ». Dupont de l'Eure, pour sa part, est aux anges : « Quand cette révolution n'aurait eu que ce jour, et quand mes dernières années n'auraient eu que cette heure, je ne regretterais rien des quatre-vingts ans de labeur que Dieu m'a donnés ». Il s'installe au Petit Luxembourg où il peut jouir d'un éphémère état de grâce, déléguant de facto la totalité de ses pouvoirs à Lamartine.

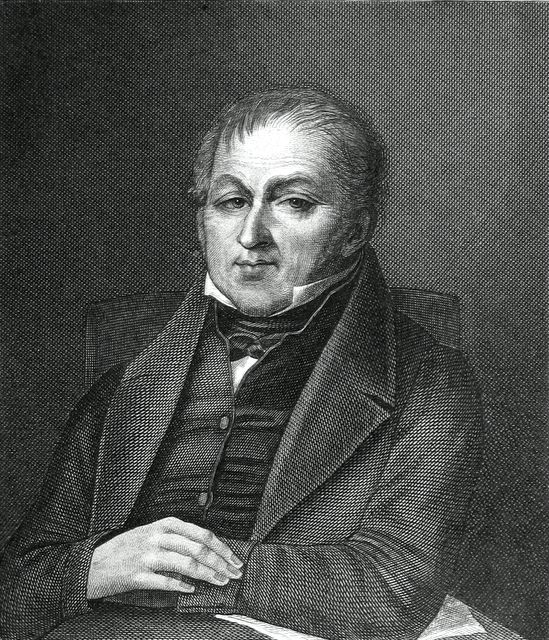
Dupont de l'Eure.

Le 23 avril 1848, il est élu à l'Assemblée constituante par le département de l'Eure et par le département de la Seine, et opte pour l'Eure. Le 4 mai, il remet à l'Assemblée les pouvoirs du gouvernement provisoire et refuse de faire partie de la Commission exécutive. Son grand âge le tient fréquemment éloigné des séances. Il vote cependant pour le bannissement de la famille d'Orléans, pour le décret sur les clubs, contre les poursuites contre Louis Blanc et Marc Caussidière, pour l'abolition de la peine de mort, contre la proposition Grévy, contre le droit au travail, pour la réduction de l'impôt du sel, contre la proposition Rateau, contre le renvoi des accusés du 15 mai devant la Haute Cour, etc. Lors du conflit entre Louis-Napoléon Bonaparte et le général Cavaignac, il prend ouvertement parti pour le second et c'est à son initiative qu'est voté, en novembre 1848, l'ordre du jour déclarant « que le général Cavaignac avait bien mérité de la patrie ».
Il n'est pas élu à l'Assemblée législative le 13 mai 1849. De même, il échoue le 8 juillet dans une élection partielle dans les Bouches-du-Rhône, destinée à pourvoir au remplacement du général Changarnier qui avait opté pour la Somme, dans une autre dans le Calvados, ouverte par la mort d'Armand Deslongrais, et dans la Charente-Inférieure, où deux représentants devaient être remplacés. Il quitte alors la vie publique et meurt en 1855 à l'âge de 88 ans. Il est inhumé au cimetière du Neubourg (Eure).

## Famille et descendance

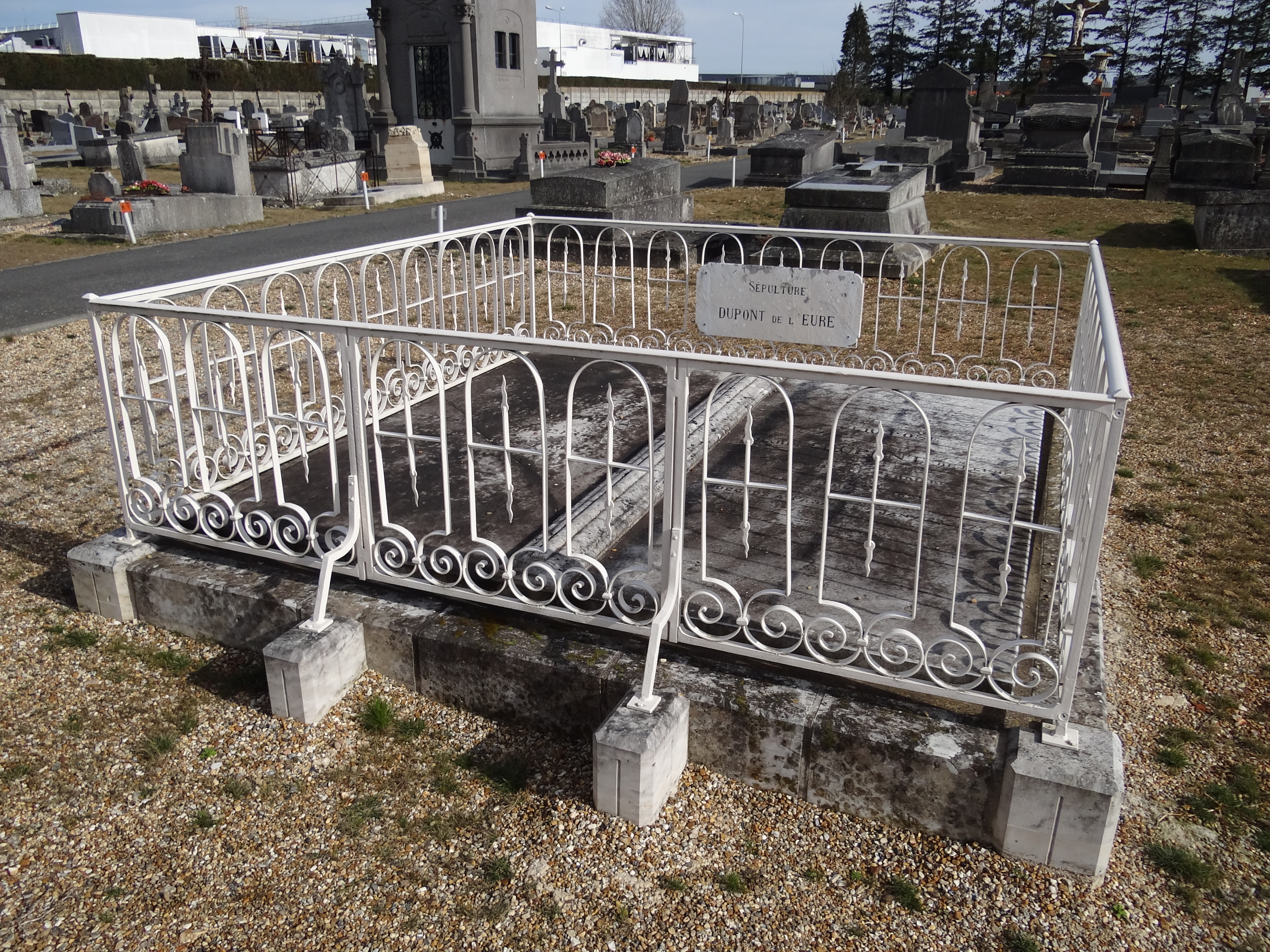
La tombe de Jacques-Charles Dupont de l'Eure au cimetière du Neubourg (Eure).

Les Dupont (de l'Eure) sont une famille de bourgeois ruraux. Ils exercent depuis plusieurs générations des métiers propres à leur terroir, liés au commerce de la viande (les troupeaux étant acheminés depuis le Pays d'Auge vers Paris via Le Neubourg). Devenu un marchand opulent, l'arrière-grand-père de Jacques-Charles, le marchand de bœufs Jean Dupont, épousa une des filles du procureur fiscal du Neubourg. Jacques-Charles Dupont de l'Eure épousa Elisabeth Pauline Mordret, fille d'un avocat, bailli d'Igoville et procureur du district de Louviers. Le couple eut deux enfants : Pauline Dupont de l'Eure (1819-1893), sans alliance ni postérité, et  Charles Dupont de l'Eure (1822-1872), qui fut polytechnicien et élu député.

## Distinctions
- Officier de la Légion d'honneur (1814)[28]
- Chevalier de la Légion d'honneur le 14 juin 1804
- Chevalier de l'Empire (26 avril 1810)

## Hommages et postérité

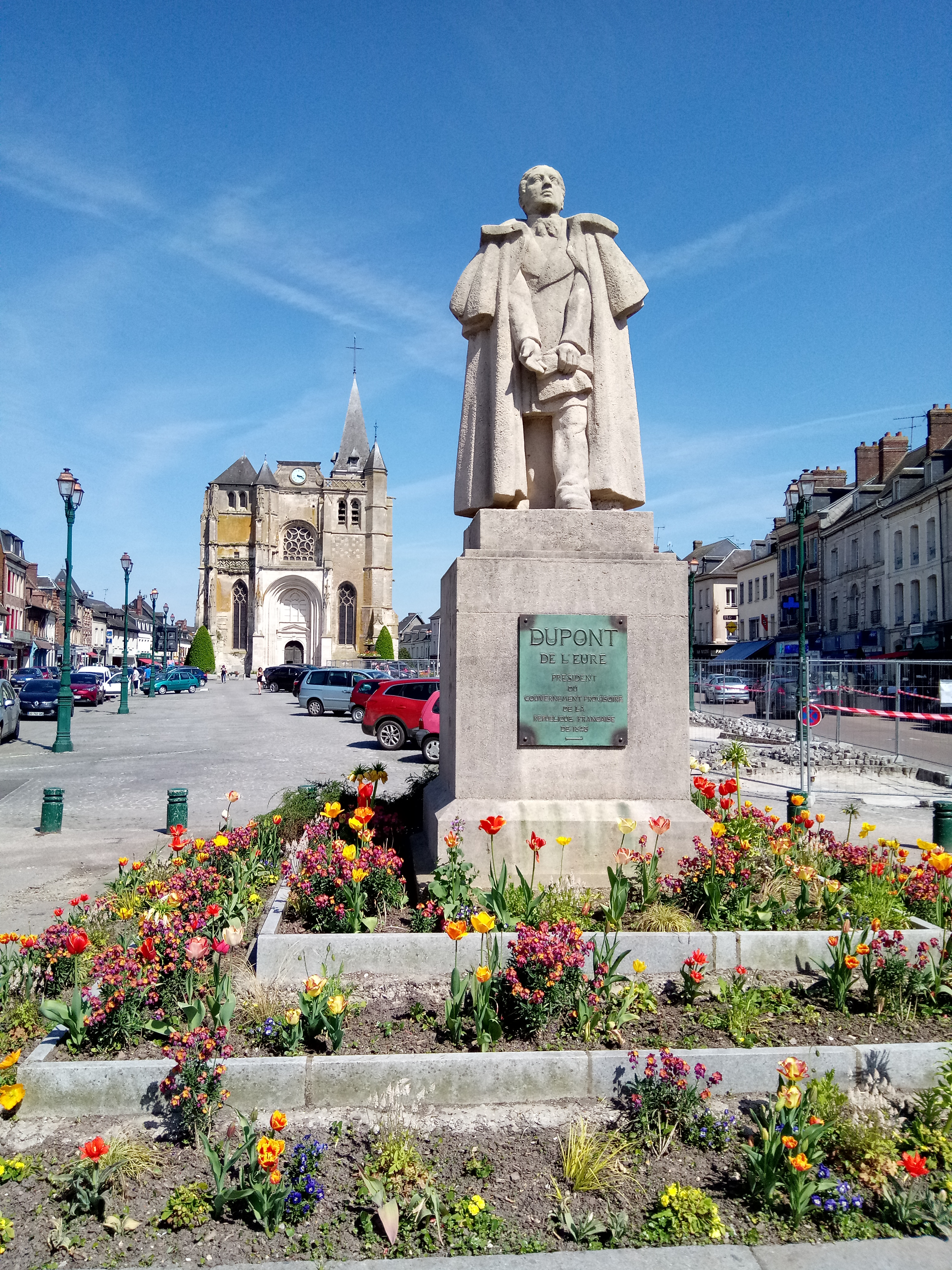
La statue le représentant au Neubourg.

- Le 4 septembre 1881, la ville du Neubourg a inauguré la statue de Dupont de l'Eure, élevée par souscription nationale, et due au ciseau de Louis-Émile Décorchemont, d'Évreux. Bronze de la fonderie Thiébaut, elle sera fondue sous le régime de Vichy et remplacée par une statue en pierre.
- La rue Dupont-de-l'Eure à Paris dans le 20e arrondissement, porte son nom depuis 1893.
- Le Dictionnaire Bouillet indique que dans les différents postes qu'il occupa, Dupont de l'Eure se signala constamment par son intégrité et son patriotisme : aussi était-il respecté de tous les partis.
- La place Dupont-de-l'Eure à Évreux porte son nom.

## Résidences
- On peut voir à Claville, village proche du Neubourg, rue Dupont-de-l'Eure, une maison où il a vécu (aujourd'hui habitation privée).
- Sa dernière demeure fut le petit château de Rouge-Perriers. Aujourd'hui, cette maison bourgeoise est une habitation privée.

## Pour approfondir